# Scott Westerfeld
Scott Westerfeld (Texas, 5 de mayo de 1963) es un escritor norteamericano de ficción retrofuturista. Reside entre Sídney (Australia) y Nueva York. Está casado con la escritora australiana Justine Larbalestier.

## Premios, galardones y reconocimientos
- Evolution Darling figuró en 2000 en la lista de Notable Books del New York Times. Tuvo una mención en el Premio Philip K. Dick.
- So Yesterday ganó el "Victorian Premier's Literary Award" (Australia) en 2005.[1] Los derechos cinematográficos han sido adquiridos por los productores de Fahrenheit 9/11 y Bowling for Columbine.
- Diarios de la medianoche: la hora secreta ganaron el "Aurealis Award".
- Peeps y Uglies fueron candidatos al "Best Book For Young Adults" del 2006[2] de la American Library Association.
- Leviathan fue finalista del premio Andre Norton de ciencia ficción y fantasía para jóvenes de 2010.[3]